# ستاوروس (كارديتسا)
ستاوروس (Σταυρός) هي مدينة في كارديتسا في مقاطعة فوريا إلادا في اليونان.